# Ušće (miasto Kraljevo)
Ušće (cyr. Ушће) – wieś w Serbii, w okręgu raskim, w mieście Kraljevo. W 2011 roku liczyła 1881 mieszkańców.